# Xenolimosina setaria
Xenolimosina setaria är en tvåvingeart som först beskrevs av Villeneuve 1918.  Xenolimosina setaria ingår i släktet Xenolimosina och familjen hoppflugor. Arten är reproducerande i Sverige. Inga underarter finns listade i Catalogue of Life.